# Ministerul Turismului (România)
Ministerul Turismului a fost un organ de specialitate al administrației publice centrale, în subordinea Guvernului României, înființat pe 22 decembrie 2008, ca minister în cadrul Guvernului Emil Boc (1). Ministerul a funcționat până la 23 decembrie 2009, când a fuzionat cu Ministerul Dezvoltării Regionale și Locuinței.

## Miniștri ai turismului
- 28 decembrie 2000 — 19 iunie 2003 - Dan Matei-Agathon — cu ocazia formării Guvernului Adrian Năstase[1]
- 22 decembrie 2008 — 23 decembrie 2009 - Elena Gabriela Udrea — cu ocazia formării Guvernului Emil Boc (1)[2]

## Comasarea cu Ministerul Dezvoltării Regionale și Locuinței
Pe 23 decembrie 2009, Ministerul a fost comasat cu Ministerul Dezvoltării Regionale și Locuinței, fiind creat Ministerul Dezvoltării Regionale și Turismului.